# Gregory Dark
Gregory Dark, egtl. Gregory Hippolyte Brown (f. 12. juli 1957 i Los Angeles, USA), er en amerikansk filminstruktør, der revolutionerede pornofilmens æstetisk med den MTV-inspirerede New Wave Hookers (1985). Han har sidenhen også instrueret mainstreamfilm såsom thrilleren Animal Instincts (1992) med Delia Sheppard, gyseren See No Evil (2006), episoder af tv-serien Oz (1997-2003) samt ca. 150 musikvideoer til bl.a. Britney Spears' From the Bottom of My Broken Heart.